# Anthenea diazi
Anthenea diazi är en sjöstjärneart som beskrevs av Domantay 1969. Anthenea diazi ingår i släktet Anthenea och familjen Oreasteridae. Inga underarter finns listade i Catalogue of Life.